# National Board of Review Award/Beste Nebendarstellerin
Gewinner des Preises des National Board of Review in der Kategorie Beste Nebendarstellerin (Best Supporting Actress).
Am erfolgreichsten in dieser Kategorie waren die britische Schauspielerin Edith Evans und die US-Amerikanerinnen Kathy Bates und Winona Ryder, die den Preis je zwei Mal gewinnen konnten. 12 Mal gelang es der Filmkritikervereinigung, vorab die Oscar-Gewinnerin zu präsentieren, zuletzt 2020 geschehen mit der Preisvergabe an Yoon Yeo-jeong (Minari – Wo wir Wurzeln schlagen).
Die Jahreszahlen der Tabelle nennen die bewerteten Filmjahre, die Preisverleihungen fanden jeweils im Folgejahr statt.
| Jahr | Preisträgerin                           | Filmtitel                                                                             | Deutscher Titel                                                          |
| ---- | --------------------------------------- | ------------------------------------------------------------------------------------- | ------------------------------------------------------------------------ |
| 1942 | Florence Bates                          | The Moon and Sixpence                                                                 | Der Besessene von Tahiti                                                 |
| 1954 | Nina Foch                               | Executive Suite                                                                       | Die Intriganten                                                          |
| 1955 | Marjorie Rambeau                        | A Man Called Peter The View from Pompey’s Head                                        | Ein Mann namens Peter Unvollendete Liebe                                 |
| 1956 | Debbie Reynolds                         | The Catered Affair                                                                    | Mädchen ohne Mitgift                                                     |
| 1957 | Sybil Thorndike                         | The Prince and the Showgirl                                                           | Der Prinz und die Tänzerin                                               |
| 1958 | Kay Walsh                               | The Horse’s Mouth                                                                     | Des Pudels Kern                                                          |
| 1959 | Edith Evans                             | The Nun’s Story                                                                       | Geschichte einer Nonne                                                   |
| 1960 | Shirley Jones ¹                         | Elmer Gantry                                                                          | Elmer Gantry                                                             |
| 1961 | Ruby Dee                                | A Raisin in the Sun                                                                   | Ein Fleck in der Sonne                                                   |
| 1962 | Angela Lansbury                         | The Manchurian Candidate                                                              | Botschafter der Angst                                                    |
| 1963 | Margaret Rutherford ¹                   | The V.I.P.s                                                                           | Hotel International                                                      |
| 1964 | Edith Evans                             | The Chalk Garden                                                                      | Das Haus im Kreidegarten                                                 |
| 1965 | Joan Blondell                           | The Cincinnati Kid                                                                    | Cincinnati Kid                                                           |
| 1966 | Vivien Merchant                         | Alfie                                                                                 | Der Verführer läßt schön grüßen                                          |
| 1967 | Marjorie Rhodes                         | The Family Way                                                                        | Honigmond 67                                                             |
| 1968 | Virginia Maskell                        | Interlude                                                                             | Zwischenspiel                                                            |
| 1969 | Pamela Franklin                         | The Prime of Miss Jean Brodie                                                         | Die besten Jahre der Miss Jean Brodie                                    |
| 1970 | Karen Black                             | Five Easy Pieces                                                                      | Five Easy Pieces – Ein Mann sucht sich selbst                            |
| 1971 | Cloris Leachman ¹                       | The Last Picture Show                                                                 | Die letzte Vorstellung                                                   |
| 1972 | Marisa Berenson                         | Cabaret                                                                               | Cabaret                                                                  |
| 1973 | Sylvia Sidney                           | Summer Wishes, Winter Dreams                                                          | Sommerwünsche – Winterträume                                             |
| 1974 | Valerie Perrine                         | Lenny                                                                                 | Lenny                                                                    |
| 1975 | Ronee Blakley                           | Nashville                                                                             | Nashville                                                                |
| 1976 | Talia Shire                             | Rocky                                                                                 | Rocky                                                                    |
| 1977 | Diane Keaton ²                          | Annie Hall                                                                            | Der Stadtneurotiker                                                      |
| 1978 | Angela Lansbury                         | Death on the Nile                                                                     | Tod auf dem Nil                                                          |
| 1979 | Meryl Streep ¹                          | Kramer vs. Kramer Manhattan The Seduction of Joe Tynan                                | Kramer gegen Kramer Manhattan Die Verführung des Joe Tynan               |
| 1980 | Eva Le Gallienne                        | Resurrection                                                                          | Der starke Wille                                                         |
| 1981 | Mona Washbourne                         | Stevie                                                                                | nicht bekannt                                                            |
| 1982 | Glenn Close                             | The World According to Garp                                                           | Garp und wie er die Welt sah                                             |
| 1983 | Linda Hunt ¹                            | The Year of Living Dangerously                                                        | Ein Jahr in der Hölle                                                    |
| 1984 | Sabine Azéma                            | Un dimanche à la campagne                                                             | Ein Sonntag auf dem Lande                                                |
| 1985 | Anjelica Huston ¹                       | Prizzi’s Honor                                                                        | Die Ehre der Prizzis                                                     |
| 1986 | Dianne Wiest ¹                          | Hannah and her Sisters                                                                | Hannah und ihre Schwestern                                               |
| 1987 | Olympia Dukakis ¹                       | Moonstruck                                                                            | Mondsüchtig                                                              |
| 1988 | Frances McDormand                       | Mississippi Burning                                                                   | Mississippi Burning – Die Wurzel des Hasses                              |
| 1989 | Mary Stuart Masterson                   | Immediate Family                                                                      | Second Hand Familie                                                      |
| 1990 | Winona Ryder                            | Mermaids                                                                              | Meerjungfrauen küssen besser                                             |
| 1991 | Kate Nelligan                           | Frankie and Johnny                                                                    | Frankie & Johnny                                                         |
| 1992 | Judy Davis                              | Husbands and Wives                                                                    | Ehemänner und Ehefrauen                                                  |
| 1993 | Winona Ryder                            | The Age of Innocence                                                                  | Zeit der Unschuld                                                        |
| 1994 | Rosemary Harris                         | Tom & Viv                                                                             | Tom & Viv                                                                |
| 1995 | Mira Sorvino ¹                          | Mighty Aphrodite                                                                      | Geliebte Aphrodite                                                       |
| 1996 | Juliette Binoche ¹ Kristin Scott Thomas | The English Patient                                                                   | Der englische Patient                                                    |
| 1997 | Anne Heche                              | Donnie Brasco Wag the Dog                                                             | Donnie Brasco Wag the Dog – Wenn der Schwanz mit dem Hund wedelt         |
| 1998 | Christina Ricci                         | The Opposite of Sex                                                                   | The Opposite of Sex – Das Gegenteil von Sex                              |
| 1999 | Julianne Moore                          | Magnolia A Map of the World An Ideal Husband                                          | Magnolia Unschuldig verfolgt Ein perfekter Ehemann                       |
| 2000 | Lupe Ontiveros                          | Chuck & Buck                                                                          | Chuck & Buck                                                             |
| 2001 | Cate Blanchett                          | The Man Who Cried The Shipping News The Lord of the Rings: The Fellowship of the Ring | In stürmischen Zeiten Schiffsmeldungen Der Herr der Ringe: Die Gefährten |
| 2002 | Kathy Bates                             | About Schmidt                                                                         | About Schmidt                                                            |
| 2003 | Patricia Clarkson                       | Pieces of April The Station Agent                                                     | Pieces of April – Ein Tag mit April Burns Station Agent                  |
| 2004 | Laura Linney                            | Kinsey                                                                                | Kinsey – Die Wahrheit über Sex                                           |
| 2005 | Gong Li                                 | Memoirs of a Geisha                                                                   | Die Geisha                                                               |
| 2006 | Catherine O’Hara                        | For Your Consideration                                                                | Es lebe Hollywood                                                        |
| 2007 | Amy Ryan                                | Gone Baby Gone                                                                        | Gone Baby Gone – Kein Kinderspiel                                        |
| 2008 | Penélope Cruz ¹                         | Vicky Cristina Barcelona                                                              | Vicky Cristina Barcelona                                                 |
| 2009 | Anna Kendrick                           | Up in the Air                                                                         | Up in the Air                                                            |
| 2010 | Jacki Weaver                            | Animal Kingdom                                                                        | Königreich des Verbrechens                                               |
| 2011 | Shailene Woodley                        | The Descendants                                                                       | The Descendants – Familie und andere Angelegenheiten                     |
| 2012 | Ann Dowd                                | Compliance                                                                            | nicht bekannt                                                            |
| 2013 | Octavia Spencer                         | Fruitvale Station                                                                     | Nächster Halt: Fruitvale Station                                         |
| 2014 | Jessica Chastain                        | A Most Violent Year                                                                   | A Most Violent Year                                                      |
| 2015 | Jennifer Jason Leigh                    | The Hateful Eight                                                                     | The Hateful Eight                                                        |
| 2016 | Naomie Harris                           | Moonlight                                                                             | Moonlight                                                                |
| 2017 | Laurie Metcalf                          | Lady Bird                                                                             | Lady Bird                                                                |
| 2018 | Regina King ¹                           | If Beale Street Could Talk                                                            | Beale Street                                                             |
| 2019 | Kathy Bates                             | Richard Jewell                                                                        | Der Fall Richard Jewell                                                  |
| 2020 | Yoon Yeo-jeong ¹                        | Minari                                                                                | Minari – Wo wir Wurzeln schlagen                                         |
| 2021 | Aunjanue Ellis                          | King Richard                                                                          | King Richard                                                             |
| 2022 | Janelle Monáe                           | Glass Onion: A Knives Out Mystery                                                     | Glass Onion: A Knives Out Mystery                                        |
| 2023 | Da'Vine Joy Randolph                    | The Holdovers                                                                         | The Holdovers                                                            |
| 2024 | Elle Fanning                            | A Complete Unknown                                                                    | Like A Complete Unknown                                                  |

¹ = Schauspielerinnen, die für ihre Rolle später den Oscar als Beste Nebendarstellerin des Jahres gewannen

² = 1977 wurde Preisträgerin Diane Keaton für ihre Rolle später mit dem Oscar als Beste Hauptdarstellerin des Jahres ausgezeichnet